# Mănăstirea Mărgineni
Mănăstirea Mărgineni a fost un lăcaș de cult ortodox. A fost construită de vornicul Drăghici din Mărgineni în secolul XV. A fost refăcută de postelnicul Constantin Cantacuzino în secolul XVII. Postelnicul a fost înmormântat acolo. 
A mai fost cunoscută și sub denumirile Mănăstirea de pe Cricov și Mănăstirea Drăghicești. Pe locul ei se află astăzi Penitenciarul Mărgineni, situat administrativ în satul I.L. Caragiale din comuna I.L. Caragiale.
 Acest articol despre o mănăstire din România este deocamdată un ciot. Puteți ajuta Wikipedia prin completarea lui !